# Jewgienij Rybakow
Jewgienij Rybakow (ros. Евгений Николаевич Рыбаков; ur. 27 lutego 1985) – rosyjski lekkoatleta specjalizujący się w biegach długodystansowych. Sukcesy odnosił również w biegach przełajowych.

## Sukcesy sportowe
- złoty medalista mistrzostw Rosji na różnych dystansach

| Rok  | Miasto      | Zawody                                    | Konkurencja                                 | Wynik                       |
| ---- | ----------- | ----------------------------------------- | ------------------------------------------- | --------------------------- |
| 2002 | Medulin     | Mistrzostwa Europy w biegach przełajowych | juniorzy indywidualnie juniorzy drużynowo   | złoty medal                 |
| 2003 | Edynburg    | Mistrzostwa Europy w biegach przełajowych | juniorzy indywidualnie juniorzy drużynowo   | złoty medal                 |
| 2004 | Heringsdorf | Mistrzostwa Europy w biegach przełajowych | juniorzy drużynowo juniorzy indywidualnie   | złoty medal srebrny medal   |
| 2004 | Grosseto    | Mistrzostwa świata juniorów               | bieg na 10 000 m                            | 9. miejsce                  |
| 2005 | Erfurt      | Młodzieżowe mistrzostwa Europy            | bieg na 10 000 m                            | złoty medal                 |
| 2006 | San Giorgio | Mistrzostwa Europy w biegach przełajowych | kat. U-23 drużynowo kat. U-23 indywidualnie | złoty medal 4. miejsce      |
| 2007 | Toro        | Mistrzostwa Europy w biegach przełajowych | kat. U-23 indywidualnie kat. U-23 drużynowo | srebrny medal brązowy medal |
| 2011 | Shenzhen    | Uniwersjada                               | bieg na 5000 m bieg na 10 000 m             | srebrny medal 4. miejsce    |
| 2012 | Helsinki    | Mistrzostwa Europy                        | bieg na 10 000 m                            | brązowy medal               |
| 2013 | Kazań       | Uniwersjada                               | bieg na 10 000 m                            | brązowy medal               |
| 2013 | Moskwa      | Mistrzostwa świata                        | bieg na 10 000 m                            | 25. miejsce                 |
| 2014 | Zurych      | Mistrzostwa Europy                        | bieg na 10 000 m                            | 10. miejsce                 |
| 2018 | Berlin      | Mistrzostwa Europy                        | bieg na 10 000 m                            | 20. miejsce                 |

## Rekordy życiowe
- bieg na 1500 metrów – 3:50,17 – Krasnodar 23/05/2004
- bieg na 2000 metrów – 5:14,57 – Soczi 27/05/2007
- bieg na 3000 metrów 8:09,54 – Krasnodar 28/05/2003
- bieg na 3000 metrów (hala) – 7:57,85 – Moskwa 12/02/2018
- bieg na 5000 metrów – 13:23,57 – Kazań 19/07/2018
- bieg na 5000 metrów (hala) – 13:44,70 – Moskwa 19/02/2014
- bieg na 10 000 metrów – 28:01,93 – Żukowskij 01/07/2017
- półmaraton – 1:03:04 – Nowosybirsk 08/09/2007
- maraton – 2:14:30 – Wiedeń 17/04/2011